# Giao hưởng số 3 (Dvořák)
Giao hưởng số 3, cung Mi giáng trưởng, Op.10, B.34 là bản giao hưởng số 3 của nhà soạn nhạc người Séc Antonín Dvořák. Ông viết bản giao hưởng này vào năm 1873. Một năm sau, nó giúp Dvořák đoạt giải thưởng quốc gia của Áo.